# Robert Maillart
Robert Maillart (Berna, 6 febbraio 1872 – Ginevra, 5 aprile 1940) è stato un ingegnere svizzero, noto per i suoi progetti di ponti, depositi e magazzini in calcestruzzo armato. Maillart ha rivoluzionato l'uso del cemento armato strutturale con progetti come l'arco a tre cerniere e l'arco irrigidito dal ponte per i ponti, e la soletta senza travi e il soffitto a "fungo" per gli edifici industriali. I suoi ponti Salginatobel (1929–1930) e Schwandbach (1933) hanno cambiato radicalmente l'estetica e l'ingegneria della costruzione di ponti e hanno influenzato decenni di architetti e ingegneri dopo di lui. Nel 1991 il ponte Salginatobel è stato dichiarato International Historic Civil Engineering Landmark dall'American Society of Civil Engineers. Insieme a Christian Menn e Jürg Conzett, Maillart è uno dei più importanti ingegneri e costruttori di ponti svizzeri.

## Biografia
Robert Maillart frequentò il liceo nella sua città natale, Berna, fino al 1889. Iniziò quindi gli studi di ingegneria civile al Politecnico di Zurigo, l'attuale ETH di Zurigo, che completò con un diploma nel 1894. 
Il suo primo incarico professionale fu presso lo studio di ingegneria Pümpin & Herzog a Berna, dopo di che lavorò presso il dipartimento di ingegneria civile della città di Zurigo dal 1897 al 1899. Dal 1899 al 1902 lavorò presso lo studio di ingegneria Froté & Westermann di Zurigo, specializzato nella realizzazione di strutture in cemento armato, e progettò, tra l'altro, il ponte sull'Inn a Zuoz .
Nel 1902 Maillart fondò con alcuni soci l'impresa edile Maillart & Cie e nel 1904 costruì tra l'altro il ponte Tavanasa sul Reno, la sua prima trave scatolare a tre snodi progettata in modo coerente, che ricevette grande attenzione da parte degli esperti. L'edificio fu distrutto da una colata detritica nel 1927. Nell'edilizia sviluppò il soffitto a fungo senza travetti , brevettato nel 1908. Di conseguenza, ha ricevuto numerosi ordini per magazzini ed edifici industriali in Svizzera e in Europa. Nel 1914 fu sorpreso dallo scoppio della prima guerra mondiale mentre lui e la sua famiglia si trovavano a Riga per affari. Fu solo nel 1918 che poté ritornare in Svizzera, dove la sua impresa di costruzioni non esisteva più.
Completamente senza un soldo, Maillart fondò nel 1919 uno studio di ingegneria a Ginevra, che esiste ancora oggi dopo vari cambi di nome come T ingénierie. Nel 1923 progettò il suo primo ponte basato sul principio dell'arco legato rinforzato, il ponte Flienglibach. Dopo le difficoltà iniziali, a partire dal 1925 progettò un gran numero di ponti in Svizzera, cosa che permise di aprire filiali a Berna e Zurigo.
I ponti Maillart sono caratterizzati da un eccellente design architettonico e si basano sulla considerazione coerente e sull'uso ottimale degli elementi di supporto in cemento armato. Inoltre sono stati progettati in modo tale da richiedere solo un'impalcatura ad arco molto leggera. Tra i suoi ponti tecnicamente ed esteticamente impressionanti, il ponte Salginatobel vicino a Schiers nei Grigioni, costruito nel 1930, un ponte ad arco a tre cerniere con una campata di 90 metri, era la struttura più famosa di Maillart. Il ponte fu successivamente designato Monumento Mondiale dall'American Association of Engineers. Il ponte ad arco legato più antico conservato e immutato è il ponte Valtschiel vicino a Donat GR.
Nel 1937 Maillart divenne membro onorario del Royal Institute of British Architects. Morì a Ginevra nel 1940 all'età di 68 anni a causa delle conseguenze a lungo termine di un incidente stradale subito nel 1936.

## Sviluppo e utilizzo del calcestruzzo armato
Il primo utilizzo del calcestruzzo come materiale da costruzione principale per ponti risale al 1856. Fu utilizzato per formare una struttura ad archi multipli sull'acquedotto Grand Maître in Francia . Il calcestruzzo fu gettato nella sua forma più grezza, un'enorme massa senza rinforzo. Più avanti nel diciannovesimo secolo, gli ingegneri esplorarono le possibilità del calcestruzzo armato come materiale strutturale. Scoprirono che il calcestruzzo trasportava forze di compressione, mentre le barre d'acciaio trasportavano le forze di tensione. Ciò rese il calcestruzzo un materiale migliore per le strutture.
Joseph Monier , dalla Francia, è accreditato come il primo a comprendere i principi del cemento armato . Ha incorporato una rete di fili di ferro nel cemento. Era un giardiniere, non un ingegnere autorizzato, e ha venduto i suoi brevetti agli appaltatori che hanno costruito la prima generazione di ponti in cemento armato in Europa. Ha anche perfezionato la tecnica della precompressione del cemento, che lascia sollecitazioni compressive permanenti negli archi di cemento.
All'inizio del ventesimo secolo, il cemento armato divenne un sostituto accettabile nella costruzione di tutti i precedenti materiali strutturali, come pietra, legno e acciaio. Persone come Monier avevano sviluppato tecniche utili per la progettazione e la costruzione, ma nessuno aveva creato nuove forme che mostrassero la piena natura estetica del cemento armato.
Robert Maillart ebbe un'intuizione e un genio che sfruttarono l'estetica del calcestruzzo. Progettò archi a tre cerniere in cui il ponte e le nervature dell'arco erano combinati, per produrre strutture strettamente integrate che si evolvettero in archi irrigiditi di cemento armato molto sottile e solette di calcestruzzo. Il ponte Salginatobel (1930) e il ponte Schwandbach (1933) sono esempi classici di ponti ad arco a tre cerniere e ponti ad arco irrigiditi con ponte di Maillart, rispettivamente. Sono stati riconosciuti per la loro eleganza e la loro influenza sulla progettazione e l'ingegneria successive dei ponti.
Questi progetti superarono i confini comuni del design in cemento ai tempi di Maillart. Entrambi i ponti menzionati sopra sono grandi esempi della capacità di Maillart di semplificare il design per consentire il massimo utilizzo dei materiali e incorporare la bellezza naturale dell'ambiente della struttura. Scelto tra 19 partecipanti a un concorso di progettazione in parte a causa del basso costo della sua proposta, Maillart iniziò la costruzione del ponte Salginatobal a Schiers, in Svizzera, nel 1929; fu inaugurato il 13 agosto 1930.
Maillart è noto anche per il suo rivoluzionario design di colonne in numerosi edifici. Ha costruito il suo primo soffitto a "fungo" per un magazzino a Zurigo, insieme al trattamento del pavimento in cemento come una lastra, anziché rinforzarlo con travi. Uno dei suoi progetti più famosi è il design delle colonne nell'impianto di filtraggio dell'acqua a Rorschach, in Svizzera . Maillart decise di abbandonare i metodi standard per creare "il metodo di costruzione europeo più razionale e più bello". Il design delle colonne di Maillart includeva la svasatura delle sommità per ridurre il momento flettente nelle travi tra le colonne. Con la svasatura, le colonne formavano leggeri archi per trasferire i carichi dalle travi del soffitto alle colonne.
Maillart ha anche svasato la base delle colonne per ridurre la pressione (forza per area) su un certo punto della fondazione del terreno. Svasando la base delle colonne, l'area del carico è stata distribuita più ampiamente, riducendo quindi la pressione sulla fondazione del terreno.
Molti dei suoi predecessori avevano modellato con questo metodo usando legno e acciaio, ma Maillart fu rivoluzionario nell'essere il primo a usare il calcestruzzo. Utilizzò il calcestruzzo perché poteva sostenere un grande cumulo di materiale di terra per l'isolamento contro il gelo. Poiché il calcestruzzo è molto buono in situazioni di compressione, era il materiale perfetto per sostenere una grande massa di terra immobile.
La sua tecnica venne utilizzata per costruire il Ponte del Ciolo, che si trova a Ciolo in Puglia .

## Eredità e onori
- 1936, eletto membro del Royal Institute of British Architects (RIBA)
- 1947, una mostra su Robert Maillart al Museum of Modern Art di New York presentava i suoi ponti e il suo lavoro di progettazione
- Il ponte di Salginatobel è stato dichiarato sito di importanza nazionale svizzero
- Nel 1991, l'American Society of Civil Engineers ha dichiarato il ponte Salginatobel un punto di riferimento storico internazionale dell'ingegneria civile
- Nel 2001, la rivista britannica Bridge – Design and Engineering ha votato il ponte Salginatobel di Maillart come "il ponte più bello del secolo".

## Metodi analitici
Entro la seconda metà del diciannovesimo secolo, erano stati raggiunti importanti progressi nella teoria della progettazione, nella statica grafica e nella conoscenza delle resistenze dei materiali. Con l'avvicinarsi della fine del diciannovesimo secolo, il fattore principale che contribuiva alla necessità di una progettazione scientifica dei ponti erano le ferrovie. Gli ingegneri dovevano conoscere i livelli precisi di sollecitazioni negli elementi del ponte, per adattarsi all'impatto dei treni. La prima soluzione di progettazione fu ottenuta da Squire Whipple nel 1847. La sua principale innovazione fu che gli elementi della capriata potevano essere analizzati come un sistema di forze in equilibrio. Questo sistema, noto come "metodo dei giunti", consente la determinazione delle sollecitazioni in tutti gli elementi noti di una capriata se sono note due forze. Il successivo progresso nella progettazione fu il "metodo delle sezioni", sviluppato da Wilhelm Ritter nel 1862. Ritter semplificò i calcoli delle forze sviluppando una formula molto semplice per determinare le forze negli elementi intersecati da una sezione trasversale. Un terzo progresso fu un metodo migliore di analisi grafica, sviluppato indipendentemente da James Clerk Maxwell (Regno Unito) e Karl Culmann (Svizzera).
Robert Maillart apprese i metodi analitici della sua epoca, ma fu maggiormente influenzato dai principi sviluppati dal suo mentore, Wilhelm Ritter, menzionato sopra. Maillart studiò sotto Ritter, che aveva tre principi di progettazione di base. Il primo di questi era di valutare i calcoli basati su analisi semplici, in modo che si potessero fare ipotesi appropriate basate sul buon senso. Il secondo era di considerare attentamente il processo di costruzione della struttura, non solo il prodotto finale. L'ultimo principio era di testare una struttura sempre con prove di carico a grandezza naturale. Tutti questi principi sono un adattamento delle tecniche disponibili, ma con un'enfasi sullo studio attento delle strutture costruite in precedenza.
All'epoca di Maillart e Ritter, altri progettisti preferivano che i loro progetti si evolvessero da strutture e progetti di successo precedenti. Ingegneri e scienziati tedeschi avevano sviluppato elaborate tecniche matematiche ed erano certi di non aver bisogno di test di carico pratici dei loro progetti sviluppati utilizzando tali tecniche. Tuttavia, queste tecniche non incoraggiavano i progettisti a pensare a forme insolite, perché tali forme non potevano essere completamente analizzate utilizzando le tecniche matematiche disponibili. I principi di Ritter consentivano forme non comuni.

## Archivio
Il lascito di Robert Maillart con numerosi progetti, schizzi, disegni, fotografie e altri documenti si trova nell'archivio universitario dell'ETH di Zurigo presso la Biblioteca dell'ETH. Una panoramica di questi beni si trova nell'elenco dei patrimoni della collezione di ricerca dell'ETH di Zurigo, consultabile online.

## Opere celebri
- Ponte Stauffacher, Zurigo, fiume Sihi (1899) cemento non armato
- Magazzini Generali con Punto Franco Chiasso (1924-25)[1]
- Ponte Salginatobel, Schiers (1930)
- Ponte di Vessy, Veyrier (1936)